# MPEG Audio Decoder
Der MPEG-Audio-Decoder (MAD) von Underbit Technologies ist Teil einer Programmbibliothek zur Umwandlung von MPEG-komprimierten Audiodaten in ein binär codiertes analoges Signal (PCM). Dieses Signal kann dann von Programmen, die MAD benutzen, weiterverwendet werden, zum Beispiel über Lautsprecher ausgeben.

## Unterstützte Formate
MAD kann folgende Formate decodieren:
MPEG-1 AudioWird unter anderem im populären Audioformat MP3 verwendet.
MPEG-2 AudioFindet unter anderem in DVD-Videos Verwendung.
MPEG-2.5 AudioKein von der MPEG oder der ISO standardisiertes Format, sondern eine von einem Institut der Fraunhofer-Gesellschaft entworfene Erweiterung von MPEG-2.

## Besonderheiten

### Keine Gleitkommazahl-Berechnungen
MAD verzichtet bei sämtlichen für den Decodier-Vorgang nötigen Berechnungen auf Gleitkommazahlen. Dieses Verhalten prädestiniert MAD für die Verwendung auf sogenannten embedded systems und anderen Computern, die ohne Gleitkommaeinheiten auskommen müssen.

### Open-Source-Lizenz
MAD wird unter den Bedingungen der Open-Source-Lizenz GPL Version 2 (or later) veröffentlicht, welche Programmierern, die MAD benutzen oder von MAD lernen wollen, viele Freiheiten bietet. Außerdem erlaubt diese Art der Lizenzierung anderen Programmierern, MAD zu erweitern.

## Programme, die MAD nutzen
Dies ist eine Auswahl von populären Anwendungen, die MAD nutzen oder denen es zugrunde liegt:
- AlsaPlayer
- Audiere
- K3b
- MPlayer
- Ogle
- VLC
- xine